# Shōyō-en
Le Shōyō-en (逍遥園, Shōyō-en) est un jardin japonais situé à Nikkō dans la préfecture de Tochigi.

## Emplacement
Le Shōyō-en se trouve en face de l'entrée du bâtiment principal (Sanbutsudō) du temple Rinnō, un temple bouddhiste de la ville de Nikkō.

## Histoire
Le jardin Shōyō a été créé au début de l'ère Edo (1603-1868). Bien que redessiné en partie au début du XIXe siècle, ce jardin reste typique des jardins de promenade (kaiyushiki teien) de l'époque d'Edo.

## Lieux remarquables
Le Shōyō-en a été conçu en s'inspirant d'un thème de l'art traditionnel japonais : Huit vues d'Ōmi, une représentation artistique des plus belles vues des environs du lac Biwa, situé dans la préfecture de Shiga.
Le jardin contient un étang à carpes, une maison de thé, des lanternes de pierre, un pont en pierre et de nombreux érables du Japon.

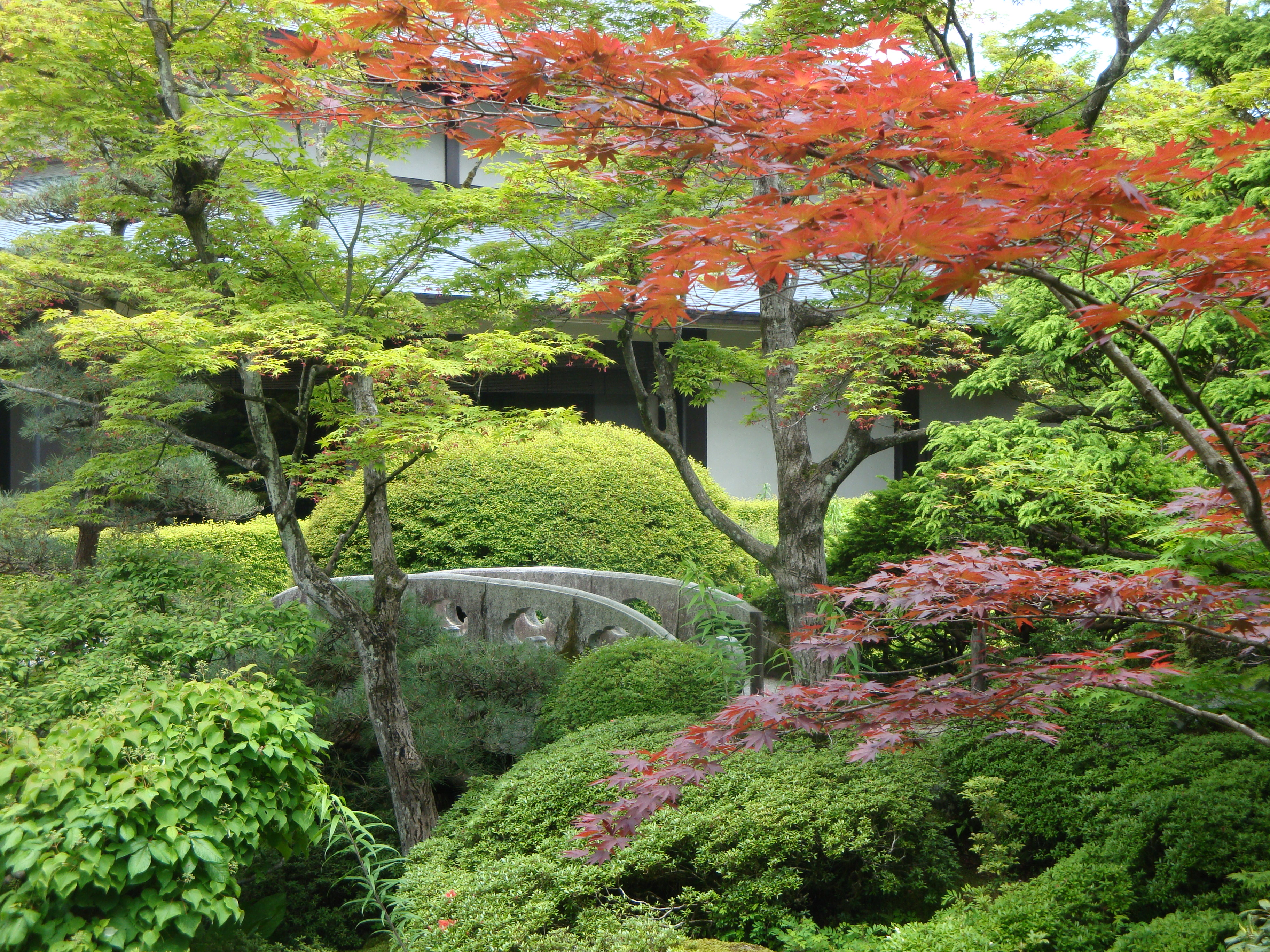
Un pont de pierre.
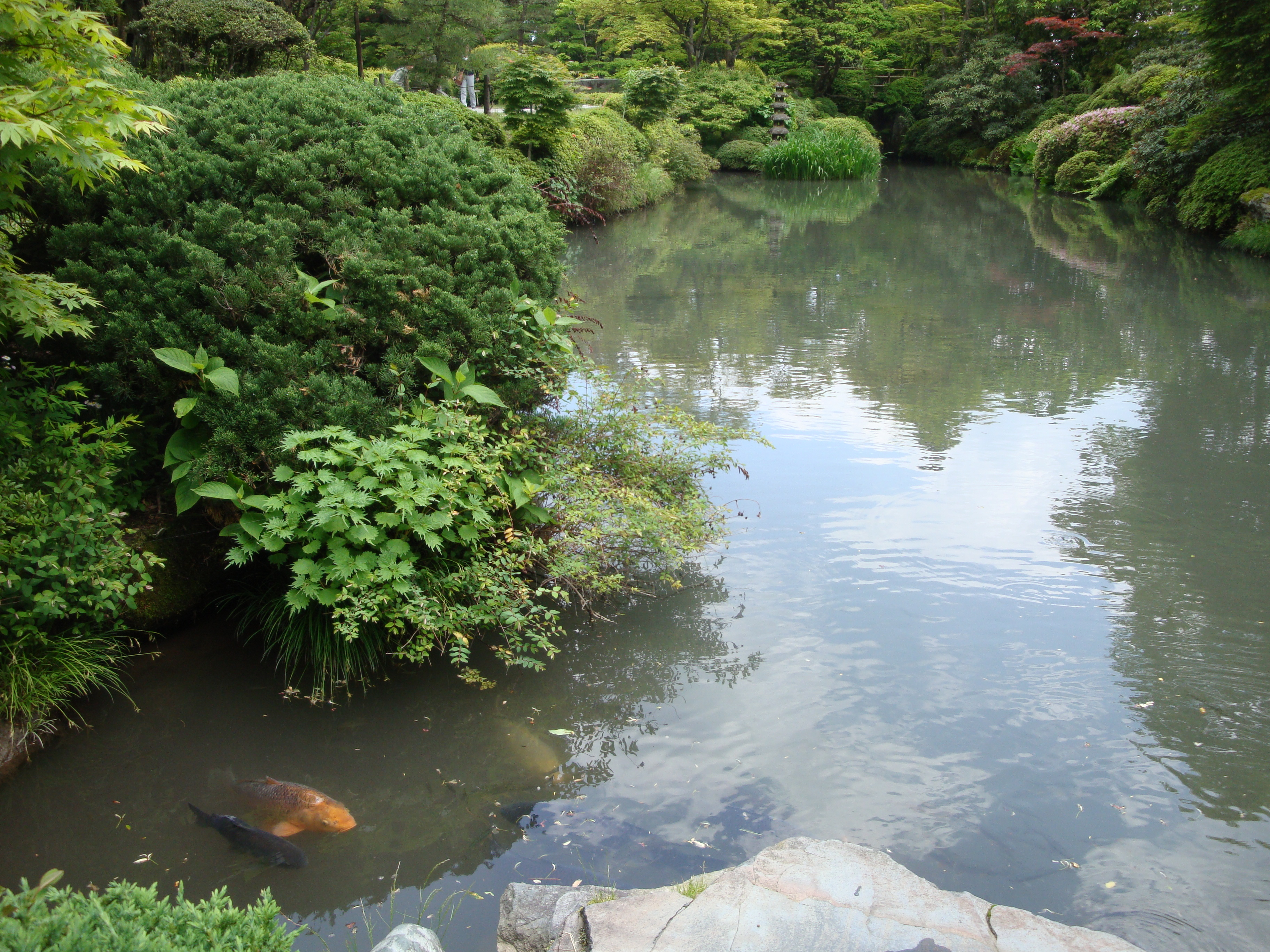
Un étang à carpes.
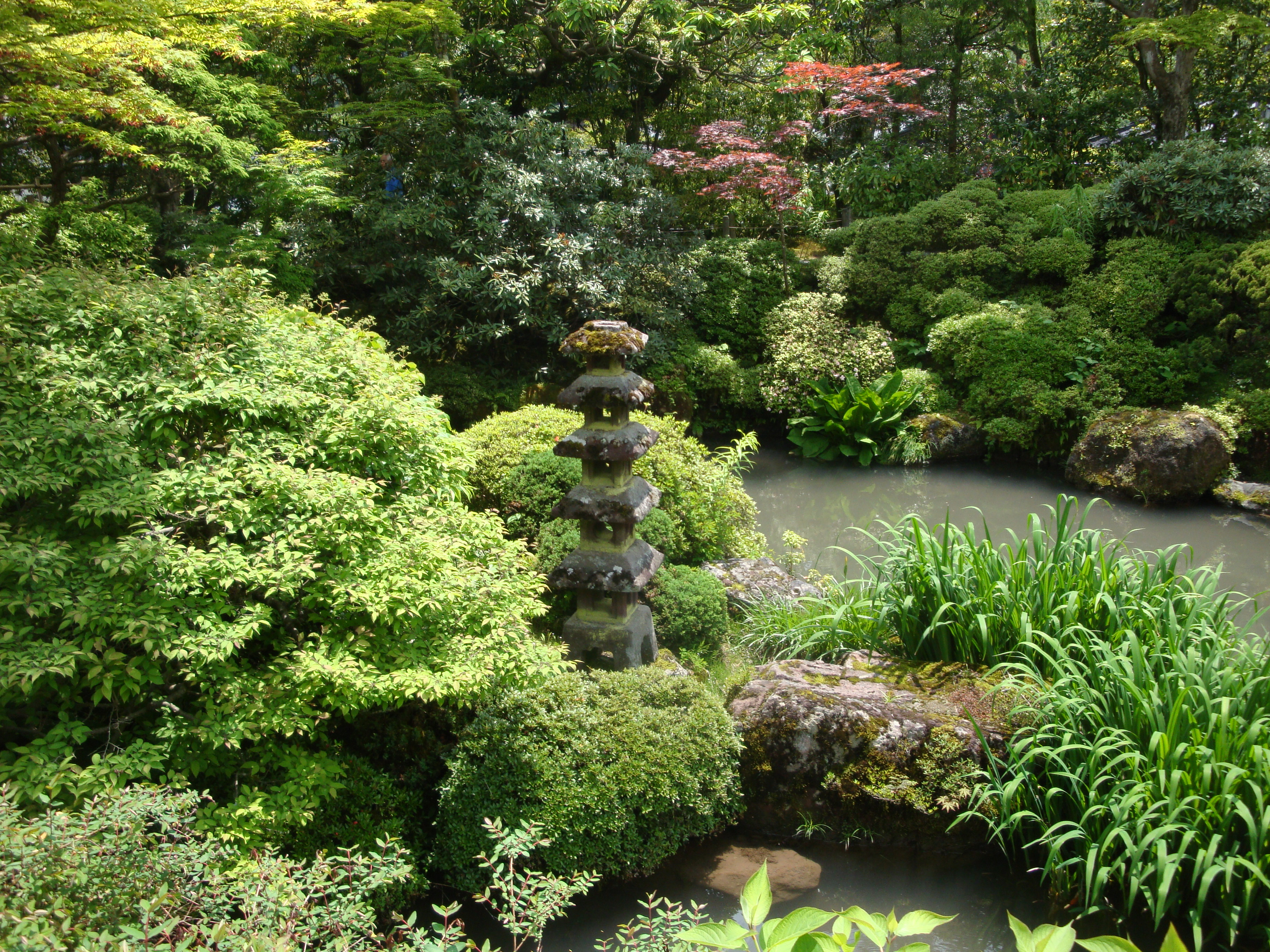
Une pagode de pierre.
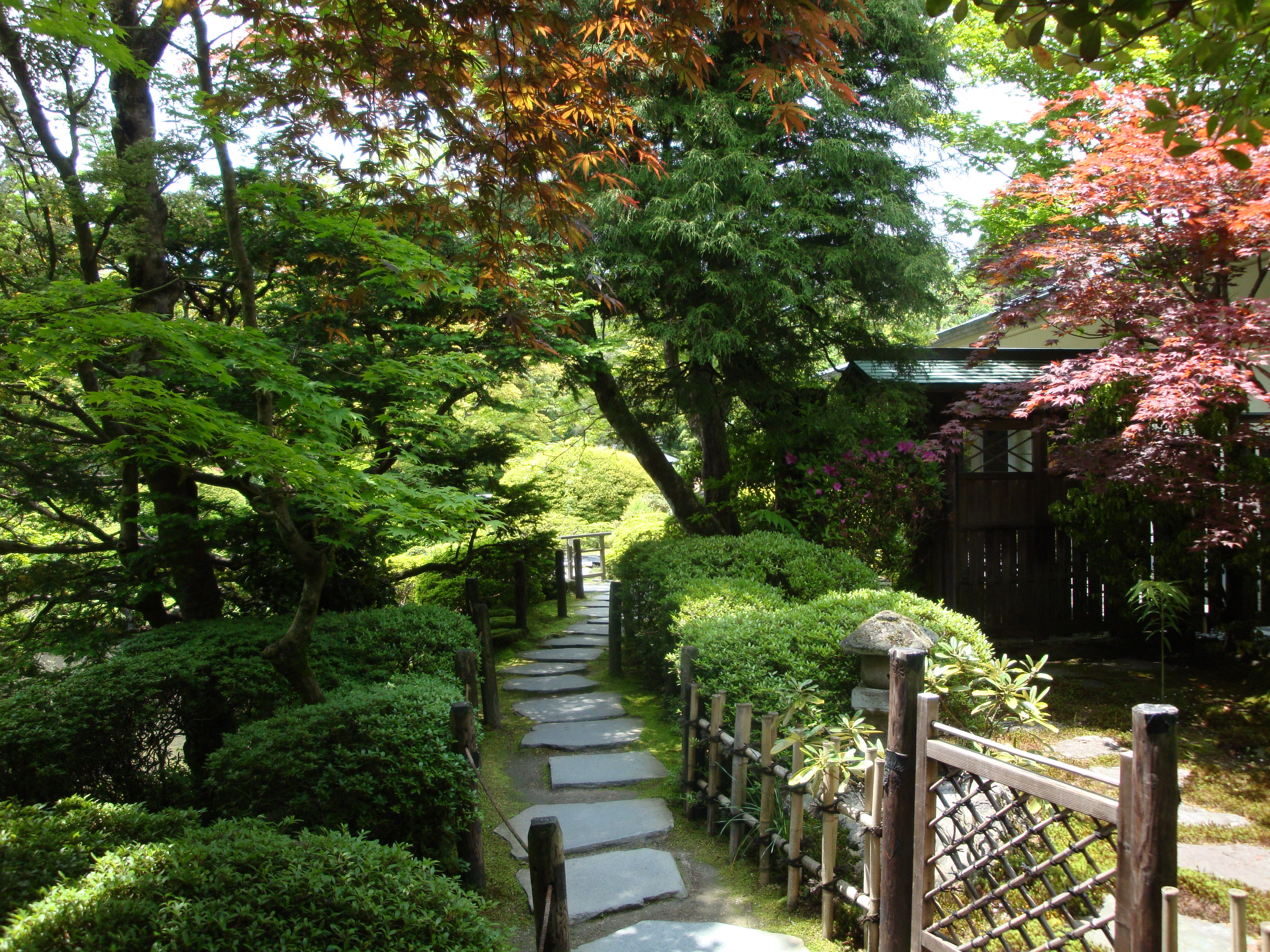
Une allée.

## Source de la traduction
- (en) Cet article est partiellement ou en totalité issu de l’article de Wikipédia en anglais intitulé « Shōyō-en Garden » (voir la liste des auteurs).